# 大基数
在集合論，大基數性質是超限基數可能具有的若干性質的統稱。顧名思義，有某種大基數性質的基數（大基數）一般都很「大」（例如，比滿足{\displaystyle \alpha =\omega _{\alpha }}的最小的{\displaystyle \alpha }更大，其中{\displaystyle \omega _{\alpha }}的意義見阿列夫數）。大基數的存在性不能用最常見的ZFC集合論公理系統證明，所以，若需要大基數才能證明某些結論，則可用所需的大基數來衡量該結論「超出」ZFC的程度。其如達納·斯科特所言，量化了「欲證更多，必先假設更多」。
常見大基數類別有不可达基数、拉姆齊基數、弱紧基数和可测基数等，其中可测基数和拉姆齊基数都比弱紧基数强，而若假定選擇公理，弱紧基数是不可达基数。
集合論界中有以下粗略約定：ZFC足以證明的結論敍述時不用列明前提「假設ZFC」，但若證明要求其他假設（例如存在某個大基數），則須列明。視乎哲學派別，或認為該約定僅是語言慣例，或認為其意義更重大（見研究動機和公理認受性一節）。
大基數公理是斷言特定大基數存在的公理。例如，「存在3個不可達基數」便屬大基數公理。
許多集合論者相信現時考慮的大基數公理皆與ZFC相容。該些公理足以推出ZFC相容，因此ZFC（若相容）無法證明該些公理與ZFC相容，否則ZFC將證明自身的相容性，與哥德爾第二不完備定理矛盾。
並無準確定義何種性質為大基數性質，但大基數性質列表列舉了若干較普遍接受的大基數性質。

## 部分定義
某個基數性質稱為大基數性質有個必要條件：未知ZFC能證明不存在具有該種性質的基數，且已證明若ZFC相容，則ZFC與「不存在該種基數」也相容（即已證明ZFC（若相容）不能證出該種基數存在）。

## 相容強度層級
值得注意，雖然喬爾·哈姆金斯稱找到不能比較相容強度的大基數公理，仍有許多自然的大基數公理按相容強度組成全序。換言之，對於大基數公理{\displaystyle A_{1}}和{\displaystyle A_{2}}，通常恰有以下三者之一：
1. 除非ZFC不相容，否則{\displaystyle {\mathsf {ZFC}}+A_{1}}相容當且僅當{\displaystyle {\mathsf {ZFC}}+A_{2}}相容；
2. {\displaystyle {\mathsf {ZFC}}+A_{1}}證明{\displaystyle {\mathsf {ZFC}}+A_{2}}相容；
3. {\displaystyle {\mathsf {ZFC}}+A_{2}}證明{\displaystyle {\mathsf {ZFC}}+A_{1}}相容。

此三者互斥，除非所提及的理論其實不相容。
情況1，稱{\displaystyle A_{1}}與{\displaystyle A_{2}}等相容。情況2，稱{\displaystyle A_{1}}在相容意義下強於{\displaystyle A_{2}}（情況3則反之）。若{\displaystyle A_{2}}強於{\displaystyle A_{1}}，則即使由{\displaystyle {\mathsf {ZFC}}+A_{1}+{\mathsf {Cons}}({\mathsf {ZFC}}+A_{1})}，也不能證明{\displaystyle {\mathsf {ZFC}}+A_{2}}相容（前提是{\displaystyle {\mathsf {ZFC}}+A_{1}}確實相容）。此為哥德爾第二不完備定理的推論。
由於未有大基數公理的準確定義（並有哈姆金斯的結果），以上觀察無法成為定理。此外，對一些{\displaystyle A_{1},A_{2}}，仍未知三個情況何者為真。薩哈龍·謝拉赫問：「是否有定理解釋，抑或是我們的目光比所以為的更單一？」同樣值得注意，許多組合命題恰與某個大基數等相容，而非介於兩個大基數的等相容強度之間。
等相容強度的順序，不必等於具有該性質的最小基數的大小順序。例如，巨大基數的存在性，在相容意義下遠強於超緊基數的存在性，但假設兩者皆存在，則首個巨大基數小於首個超緊基數。

## 研究動機和公理認受性
大基數可放在冯·诺伊曼全集{\displaystyle V}理解。冯·诺伊曼全集是將冪集運算（將某集合的所有子集組成集合）超限疊代而得。無大基數的模型經常可視為有大基數的模型的子模型。例如，若有不可達基數，則在首個不可達基數{\displaystyle \kappa }的高度將全集{\displaystyle V}截斷成{\displaystyle V_{\kappa }}，便是無不可達基數的全集。又設有可測基數{\displaystyle \lambda }，則疊代「可定義」冪集運算（而非完整的冪集運算），便得哥德爾可構全集{\displaystyle L}，其不認為存在可測基數，即使{\displaystyle L}仍包含{\displaystyle \lambda }（作為序數）。
所以，一些加州學派集合論者認為，大基數公理「說明」正在考慮全部「應當」考慮的集合，而否定大基數公理，則「限制」只考慮一部分集合。更甚者，大基數公理的後果似乎可以找到一定規律（見麥迪〈相信公理之二〉）。因此，該些集合論者傾向認為，大基數公理是ZFC的較好的擴展，勝於其他較少明確動機的公理（如馬丁公理），也勝於他們直觀認為較不可能的公理（如可構公理）。此派中的實在論者視大基數定理為「真」。
當然上述觀點並不普遍。一些形式論者會斷言，標準集合論，按其定義，是研究ZFC有何後果。其未必反對研究其他系統有何後果，而僅覺得無理由偏好大基數公理。也有實在論者不以極大存在論（即認為可存在之事皆存在）為接受大基數公理的合適動機，甚至相信大基數公理為假。此外，還有人指出，否定大基數公理並非「限制」，因為例如，雖然哥德爾可構全集{\displaystyle L}不認為存在可測基數，但{\displaystyle L}中也可以有傳遞集合模型認為存在可測基數。